# Гражданска война в Либия (2011)
 Тази статия е за събитията от 2011.  За конфликта от 2014 вижте Либийска гражданска война (2014).  
Гражданската война в Либия е въоръжен конфликт в Северна Африка, воден между правителството на полковник Муамар Кадафи и бунтовнически сили, оспорващи властта му. Войната е предхождана от размирици, започнали след сблъсък между сили за сигурност на правителството и протестиращи на 15 февруари 2011 година в Бенгази. Протестите прерастват във въоръжено въстание, по време на което опозиционните сили основават своя временна управляваща институция, наречена „Национален преходен съвет“ (НПС).
На 26 февруари Съветът за сигурност на ООН единодушно прокарва резолюция 1970, с която замразява авоарите на Кадафи и приближените му, и настоява за разследване от страна на Международния наказателен съд. В същото време правителствената армия се намесва, след като по-рано силите за сигурност са се изтеглили от размирните градове и те биват завзети от опозицията. Към март армията успява да възстанови правителствения контрол над повечето размирни градове, и наближава центъра на въстанието – Бенгази. СС на ООН постановява втора резолюция – резолюция 1973, с която налага забранена за полети зона над Либия и дава зелена светлина за употребата на „всички необходими мерки“ за да се предотвратят нападения над мирно население. Това на практика поставя началото на военна интервенция на НАТО. Правителството на Кадафи обявява прекратяване на огъня, но нито една от двете страни не го спазва. В последвалата гражданска война, опозицията отхвърля предложенията на Кадафи и Африканския съюз за спиране на огъня, тъй като нито една от стратегиите не включва премахването на Кадафи от власт.
Под напора на натовските въздушни удари и увеличаващата се по численост бунтовническа войска, либийската армия започва да отстъпва от позициите си по крайбрежието. След едномесечна патова ситуация и статични сражения, опозиционните войски започват отново да напредват и през август превземат столицата Триполи. По-малко от месец по-късно ООН признава Националния преходен съвет за легитимно правителство на Либия. Сраженията продължават в южните части на страната до 20 октомври, когато Муамар Кадафи е пленен и убит след сражения в родния си град Сирт. НПС обявява „освобождението“ на Либия и края на войната на 23 октомври 2011.
Сражения с ниска интензивност между най-различни фракции обаче все още има. Някои от тях се дължат на неразбирателства между местни опълчения на НПС, други са племенни, а трети се дължат на отказващи да се предадат военни части от бившата правителствена армия. На 23 януари Бани Уалид е превзет от местна военна част от бивши кадафисти, които отхвърлят управлението на ПНС. През юли 2012 година се провеждат избори за Общо национално събрание, спечелени от Съюз на националните сили. В резултат от войната загиват около 25 000 души, а близо 7000 продължават да бъдат държани като пленници без присъда от силите на НПС.

## Предпоставки

### Икономически и социални
От 1970-те години насам Либия осъществява голям социален и икономически напредък, благодарение на малкото си население и високите петролни приходи. В края на първото десетилетие на 21 век, нефтодобивът генерира около 58% от либийския брутен вътрешен продукт. Така към 2010 либийският БВП на глава от населението възлиза на $ 14 100, по-висок от тези на Египет ($ 6600) и Тунис ($ 9800), които първи биват засегнати от Арабската пролет. Преди войната Либия също има най-висок индекс на човешкото развитие в Африка, по-висок и от този на Саудитска Арабия (най-големият производител на петрол в света). Либийското население разполага с достъп до безплатно здравеопазване и образование, както и до социални помощи за настаняване в нови жилища. Благодарение на петролните приходи, правителството на Кадафи построява и Великата ръкотворна река, която снабдява голяма част от населението с питейна вода и прави земеделието възможно в пустинните райони.
В същото време безработицата в страната възлиза на 13%. Над 16% от либийските семейства нямат постоянно работещ член, а в 43,3% от семействата само един човек работи. В същото време икономиката изпитва остър недостиг на квалифицирани специалисти, поради което в Либия работят близо един милион чужди работници. Най-лоши са условията в източните части на страната, където голяма част от инфраструктурата е в лошо състояние. Бенгази например разполага само с един 40-годишен колектор за отпадни води. Нивото на корупция също е високо – според Транспаренси Интернешънъл корупционният индекс на Либия е 2,2, или на 146-о място от 178 държави. За сравнение Египет по това време се намира на 98-о място, а Тунис – на 59-о. Американски политици и анализатори обвиняват Кадафи и семейството му в налагане на клептокрация и присвояване на огромни държавни средства в своя полза.
Кадафи призовава за борба с корупцията и злоупотребите, обявявайки своя план за мащабна реформа на бюрокрацията и правителството. Според плана петролните приходи би следвало да отиват директно в ръцете на народа, а почти целият кабинет и системата му да бъдат разпуснати, тъй като според Кадафи „докато парите се разпределят от правителствена институция, ще има корупция“. Предвидено е разтурянето на всички министерства освен тези на отбраната, сигурността и външните работи, като се запазят и институциите, отговарящи за стратегически проекти. През 2009 година се провежда референдум относно плана, като населението гласува чрез Първичните народни конгреси. Всеобщият народен конгрес обявява, че от 468 първични конгреса, 64 са гласували за незабавно прилагане на плана, а 251 са гласували „за“, но с по-бавно и обмислено прилагане. Според Кадафи реформите биха осигурили по $ 23 000 допълнителен годишен доход за най-бедните слоеве от населението, и въпреки опасността от „хаос преди просперитета“, промените биха дали „по-добро бъдеще на децата на Либия“.

### Политически
Монархията в Либия бива свалена от Муамар Кадафи през 1969 година. Между 1969 и 1977 година Либия е официално под неговото ръководство като република (Либийска арабска република), а между 1972 и 1977 е де юре част от Федерация на арабските републики заедно с Египет и Сирия. През 1977 година Кадафи се отказва от всички постове и бива установена т.нар. „Велика социалистическа либийска арабска народна джамахирия“, чието устройство е обусловено от Зелената книга. На теория джамахирията е децентрализирана директна демокрация със система от „народни конгреси“, чрез които населението участва пряко в политическия процес. Тези първични народни конгреси избират Всеобщ народен конгрес, който е в ролята на законодателна власт, както и Всеобщ народен комитет, който има функциите на изпълнителна власт.
Редица правозащитни организации, като Фрийдъм хаус, твърдят, че на практика системата е под директното управление на самия Кадафи. Според разсекретени в Уикилийкс документи, американските дипломати в региона определят Кадафи като „майстор на тактически ходове“, визирайки способността му да поддържа деликатен баланс на силите чрез смяна на своите предпочитания за различни политически фигури, поставяне на роднини на ръководни постове и маргинализиране както на опоненти, така и на поддръжници. Както Кадафи, така и правителството на джамахирията обаче настойчиво отричат участието му в политиката отвъд церемониалния му пост.

## Протести и първи сблъсъци
Вечерта на 15 февруари 2011 г. около 200 души започват да протестират пред едно полицейско управление в Бенгази, като основната причина е задържането на активиста за човешки права Фети Тарбел. Той е известен с подкрепата си за семействата на загиналите при бунта в затвора Абу Салим през 1996 г., когато 1000 души са убити.
Впоследствие пред управлението се събират между 500 и 600 демонстранти, които скандират. Полицията насилствено потушава протеста. Ранени са около 40 души. На следващия ден протестите в Бенгази продължават, където стотици протестиращи са събират на Майдан ал Шаджара (Площадът на дървото). Полицията прави опит да ги разпръсне с водни оръдия. След сблъсъци между двете групи, полицията бяга с микробуси и демонстрантите блокират улица „Гамал Насър“. Според вестник Либия Ал Яум над 1500 души правят опит да щурмуват полицейска сграда в Ал Байда. Протестиращите запалват две коли и изгарят щаба на пътната полиция. В последващите сблъсъци са убити 6 души и са ранени трима. В Ал Куба над 400 души от всички възрасти запалват полицейското управление. Протести има и в Дарна и Аз Зинтан, но там няма ранени. В същото време в Триполитания има и протести в подкрепа на правителството.
На 17 февруари протестите протичат под лозунга „Ден на гнева“. Те са организирани чрез социалната мрежа Фейсбук. Демонстрантите скандират за оставката на премиера Ал Багдади Али ал Махмуди, но не настояват за оттеглянето на Муамар Кадафи. Протестите на „Деня на гнева“ се провеждат в четири града в Либия. В Бенгази властта освобождава 30 затворници, за да се изправят срещу демонстрантите. Тълпата обесва двама полицаи, обвинени, че са стреляли по протестиращите. Няколко протестиращи са убити от снайперисти и стрелба с огнестрелно оръжие от хеликоптери.
На 19 февруари поради протестите Интернет в Либия е спрян, а в някои области е прекъснато и електричеството, което допълнително затруднява сдобиването с точна информация за събитията. До 20 февруари жертвите на протестите са над 200 – 300 души. На следващия ден синът на Кадафи, Сейф ал-Ислам Муамар ал-Кадафи, предупреждава, че страната е на ръба на гражданска война, свиквайки генералното събрание. Той се обръща към народа, че властта няма да се пречупи пред исканията на демонстрантите.
В Бенгази демонстрантите поемат контрола над улиците и пленяват оръжието от складовете на полицията. Те също така свалят настоящото либийско знаме от сградата на главния съд и го заменят със старото знаме на монархията. В отговор военни самолети и хеликоптери извършват нападения над протестиращите. Двама висши пилоти търсят политическо убежище в Малта, след като отказват да изпълнят заповедта да хвърлят бомби по демонстрантите.
В същото време много либийски дипломати подават оставка заради протестите, а част от тях призовават Кадафи да бъде съден за престъпления срещу човечеството. По същото време много държави започват да евакуират своите граждани от Либия. България изпраща правителствения самолет и полет на България Ер.
Според свидетели, хиляди африкански наемници се включват в опитите да потушат въстанието. Смята се, че Кадафи ги наема, защото знае, че не може да запази властта си с армия от 5000 души. От друга страна, това води до допълнително увеличение на цената на нефтените продукти, както и до пълно унищожение на инфраструктурата на страната.
Събитията в Либия предизвикват спешна среща на Съвета за сигурност на ООН. Генералният секретар на ООН Бан Ки Мун и държавният секретар на САЩ Хилари Клинтън призовават за бързо прекратяване на кръвопролитието.

## 4 март
На 4 март загиват най-малко 35 души в източна Либия, от тях 8 в боевете при стратегическото петролно селище Рас Лануф и 27 при експлозия на оръжеен склад близо до Бенгази, контролиран от опозицията. Безредици избухват и на Зеления площад в Триполи. В целия град са изпратени цивилни служители на силите за сигурност. 1500 души се включват в протестния митинг в столицата след молитвата в квартал Тажура. Властите започват да използват сълзотворен газ и огнестрелно оръжие за „умиротворяване“ на положението. Тълпата се разпръсква за кратко време, но после отново се събира, за да продължи протеста.

## 5 март
На 5 март жители на град Зауия съобщават, че войски на Кадафи обстрелват мирни граждани в опитите за превземане на града. След тежки боеве е превзето нефтеното пристанище Рас Лануф от въстаниците. В Бенгази се сформира Национален съвет на Либия, състоящ се от 30 души, който по думите на въстаниците е единствения представителен орган в Либия.

## 6 март
Сраженията в Зауия, Рас Лануф и Мисурата продължават. Десетки хиляди започват да празнуват по улиците на Триполи заради победата на правителствените войски, обявена по държавната телевизия. Въстаниците опровергават тази информация и започват подготовка за офанзива срещу Сирт – родното място на Муамар Кадафи. Ройтерс съобщава за интензивен ракетен огън в Триполи. Междувременно германският външен министър Гидо Вестервеле настоява за нови санкции срещу Кадафи. В същото време либийското правителство премахва вносните мита върху хранителните стоки, както и данъците „върху производството и потреблението“.

## 7 март
На 7 март китайският външен министър Ян Цзечъ обсъжда ситуацията в Либия с генералния секретар на Лигата на арабските държави Амр Муса. Барак Обама заявява, че НАТО обмисля военни варианти за действие в Либия и за подкрепа на либийския народ. Той разрешава отпускането на милиони долари хуманитарна помощ в Либия. Франция и Великобритания започват да подготвят проект за резолюция на ООН за установяване на зона, забранена за полети над Либия. В същото време Европейският съюз започва да подготвя нови финансови санкции срещу Либия. Бившият премиер на Либия Джадала Азуз ал Талхи прочита по държавната телевизия обръщение към старейшините в Бенгази. Той ги призовава „да дадат шанс на националния диалог за уреждане на кризата, да помогнат за спиране на кръвопролитията и да не позволяват на чужденци отново да дойдат и да превземат нашата страна“. Бунтовниците обаче настояват, че няма да приемат нищо друго освен оттегляне на Кадафи от властта. Междувременно противници на режима на Кадафи отбиват атаката срещу Мисурата, но сраженията в района продължават. При нападението загиват най-малко 20 души. Силите на Кадафи започват атака както в района на Триполи, така и в източната част. Боеве се водят и в района на град Завия. В същото време италианското правителство установява „дискретни“ контакти с Либийския национален съвет в Бенгази, с цел да помогне при намирането на разрешение на кризата в страната.

## 8 март
След първоначално несъгласие, ръководителят на Либийския национален съвет заявява, че Муамар Кадафи няма да бъде съден, ако се съгласи да се оттегли от поста си в следващите 72 часа. Междувременно Европейският съюз налага нови санкции върху Либия, насочени основно към суверенен фонд на Либия и централната ѝ банка. Според „Асошиейтид прес“ на 8 март 2011 година Кадафи си връща контрола върху Зауия. Танкове и военни автомобили обграждат Зауия и започват произволна стрелба по къщи. Според телевизия „Ал Арабия“ въздушен удар в Бенгази поразява сграда, в която пребивават журналисти. Силите на Кадафи се окопават с танковете си в покрайнините на Бин Джауад, който е превзет от тях, а бунтовниците се оттеглят в Рас Лануф. Сраженията около Мисурата продължават.

## 9 – 11 март
На 9 март военните, лоялни на Кадафи обявяват че напълно контролират положението в град Зауия. В същото време самият Кадафи заявява, че Западът има интерес от превръщането на Либия в колония на САЩ, Великобритания или Франция, главно заради петролните богатства на страната. След като възможността за забранена зона за полети става все по актуална, либийските ВВС започват да увеличават атаките срещу бунтовниците. По-късно през деня, източници на опозицията твърдят, че са си върнали контрола на град Зауия, който е върнат под контрола на Кадафи по-рано през деня.
На 10 март Зауия е отново е в ръцете на лоялистите. На същия ден руският президент Дмитрий Медведев подписва указ, който забранява доставката на всякакви видове оръжие, боеприпаси и военна техника за Либия. На същия ден Франция и Португалия признават временното либийско правителство, формирано от опозиционните сили.
На 11 март става ясно, че САЩ възнамерява да изпрати хуманитарни екипи в Източна Либия, която е контролирана от опозицията. Същевременно Франция и Великобритания обсъждат нанасяне на въздушни удари по военни обекти в Либия, с цел да предотвратят бомбардирането на мирни жители от либийските ВВС.

## 13 – 17 март 2011
На 12 март се свиква среща в Кайро на външните министри от Арабската лига. На срещата е приета резолюция, в която се призовава ООН да наложи забранена за полети зона над Либия. На 13 март либийското ръководство заявява, че резолюцията на Арабската лига е „неприемливо“ нарушение на хартата на организацията. В същото време Арабската лига обявява, че отхвърля всякаква чуждестранна военна намеса срещу либийския народ и че е влязла в контакт с либийския бунтовнически Преходен национален съвет в Бенгази. Лигата решава да замрази членството на Либия заради кървавите репресии на протестните прояви срещу режима на Кадафи. На 14 март Кадафи призовава Русия, Китай и Индия да инвестират в либийския петролен сектор. Предложението си Муамар Кадафи прави на среща с посланиците на трите страни. В същото време върховният представител на ЕС за външната политика Катрин Аштън изпраща мисия в Бенгази, съставена от членове на дипломатическата служба на ЕС. Целта на мисията е „събиране на информация и оценка на ситуацията в помощ на превантивното планиране, което е в ход за даване отговор на либийската криза“. На 15 март Кадафи заплашва Запада, че ако чужди войски влязат в Либия, той ще се присъедини към джихада на Осама бен Ладен. В свое интервю Кадафи нарича Саркози „луд“, а Берлускони – предател. На 16 март синът на Муамар Кадафи – Сейф ал Ислам, заявява, че силите на Кадафи наближават към Бенгази и „всичко ще приключи до 48 часа“. В същото време организацията „Лекари без граници“ започва да изтегля своя персонал от Бенгази. На 17 март либийската армия дава ултиматум на жителите на Бенгази до полунощ местно време да напуснат завзетите от бунтовниците райони и местата край оръжейните складове. Кадафи заявява, че 17 март ще остане в историята като деня на „решителната битка“ за град Мисурата. Изтребители от либийските ВВС нанасят ракетен удар срещу летището Бенина. В град Адждабия са убити най-малко 30 души, между които жени и деца. Силите на Муамар Кадафи достигат до „портите“ на Бенгази. Междувременно „Ню Йорк Таймс“ съобщава, че четирима журналисти, отразяващи сраженията в Либия, са изчезнали.

## 18 март 2011
Властите в Либия отхвърлят резолюцията на Съвета за сигурност на ООН. Официалният говорител на министерството на външните работи на Либия Халед Каим заявява, че резолюцията „представлява заплаха за единството на страната“. Говорителят на френското правителство заявява, че Франция ще се включи във военна операция срещу Либия. Военният министър на Норвегия заявява, че Норвегия също ще участва във военна операция срещу Либия. Междувременно Либия затваря въздушното си пространство. Верните на Кадафи сили започват да обстрелват Мисурата. Телевизия „Ал Арабия“ съобщава, че убитите са 4, а ранените са 70 души. Кадафи предупреждава чуждите държави да не предприемат военна намеса в либийския конфликт. Той обвинява противниците на неговия режим в „расизъм, злоба и лудост“. Няколко часа по-късно либийските власти заявяват, че незабавно ще прекратят огъня, за да защитят цивилните граждани. Един от ръководителите на либийските въстаници Халифа Хефтир заявява, че никой в Бенгази не възприема сериозно премирието. Боевете край Мисурата не спират. Градът е подложен на артилерийски обстрел. Изтребители на либийските ВВС бомбардират градовете Зинтан и Рагуб в западната област Джебел ал Гарби.

## Войната срещу Кадафи
Сутринта на 19 март 2011 година силни експлозии оттекват в Бенгази. Войските на Кадафи правят морски десант в градчето Джарджура. Либийските правителствени войски навлизат в западните покрайнини на Бенгази. Либийската опозиция сваля военен самолет на правителствените сили. Верните на Кадафи бойни части започват настъпление към Бенгази от три страни. Армейските подразделения започват щурм от южна посока и по море. Въстаниците монтират бетонни заграждения по улиците, водещи към сградата на съда, където е разположена щабквартирата на Преходния национален съвет на опозицията. Според Ал Джазира в един от западните квартали в престрелка с настъпващите проправителствени сили са убити 8 души. Френският президент Никола Саркози събира в Париж на съвещание за Либия 15 президенти и премиери, както и ръководители на регионални организации. Те съгласуват действията си срещу режима на Кадафи. Съвещанието в Париж е открито със среща в тесен кръг, на която Саркози кани британския премиер Дейвид Камерън и държавния секретар на САЩ Хилари Клинтън. На среща на „тройката“, а след това и на съвещанието, се изработва план за „атака“ срещу войските на Кадафи.
В Средиземно море САЩ разполага с 5 бойни кораба, включително един есминец с ракети. В същото време САЩ има 42 самолета F-16 в базата Авиано в Италия. На разположение на САЩ са редица военни бази в Гърция, Малта и Турция. Италия дава съгласието си за използване на територията ѝ против Либия. Берлускони заявява, че Италия е „готова да се включи към международните военни усилия, като предостави въздушните си бази“. Именно на Италия принадлежат пет от най-близките до крайбрежието на Либия авиобази, разположени в южната част на Сицилия. Дейвид Камерън заявява, че Великобритания е готова да вземе активно участие в операцията в Либия. Готовност за участие в операцията изразяват и Белгия, Холандия, Норвегия и Дания. Веднага след срещата започват военните действия срещу Либия. Първият удар на френските изтребители поразява военна машина на либийските сили. След това френски изтребители обстрелват и унищожават 4 танка на силите на Муамар Кадафи. Ударите са нанесени югозападно от Бенгази. Международната операция срещу Кадафи носи името „Зората на Одисей“. Британското участие във войната срещу Кадафи носи името операция „Ellamy“. Операцията на Франция носи името „Harmattan“, а операцията на Канада – „MOBILE“.
На 20 март 2011 година международната коалиция продължава ударите срещу Либия. Опозицията в Либия приветства действията на международната коалиция. Междувременно Муамар Кадафи прави обръщение към народа по държавната телевизия. Той нарича действията на коалицията „агресия“ и „колониален подход“ и заявява, че нападението срещу Либия ще се отрази на интересите на много държави. Кадафи обещава на Запада дълга и славна война. САЩ и Великобритания нанасят ракетни удари по системата за противовъздушна отбрана на Кадафи. По официални либийски данни са били бомбардирани градовете Бенгази, Зуара, Мисурата. Междувременно броят на жертвите в резултат на въздушните удари на коалиционните сили срещу Либия достига 64-ма души. Техеран заявява, че подкрепя въстанието срещу Кадафи. На 21 март 2011 година ръководителят на Джамахирията отваря военните складове и нарежда да бъде раздадено оръжие на всички желаещи да защитават Триполи. В същото време коалиционните сили нанасят нови удари по военни цели в Либия. По данни на френски медии на разсъмване са нанесени удари по либийски танкове и бронетанспортьори.
На 22 март американски изтребител F-15E пада поради технически проблем в територия, контролирана от опозицията. Пилотите катапултират успешно и единият е прибран от американски В-22 Оспри, а другият е прибран от опозиционни сили и предаден на американците. Хусейн ел-Уарфали, командващ бригадите Орли, верни на Кадафи, е убит в Триполи. На 23 март британски офицер казва, че „ВВС на Либия вече не съществува като боеспособно военно формирование“. На 24 март са изстреляни още 14 крилати ракети Томахоук, а НАТО поема командването на военноморската блокада на Либия. Френски изтребител сваля либийски самолет Соко G-2 Галеб. На 25 март ОАЕ се включва във военната операция с шест изтребителя F-16 и шест Dassault Mirage 2000, а НАТО поема командването и на въздушната блокада.

### Настъпление на опозицията
На 26 март опозицията преминава в настъпление, като първо превзема град Адждабия, а часове по-късно и Брега. Край Адждабия опозицията пленява Билгасим ал-Ганга – третият в йерархията на либийската армия. Френски изтребители унищожават поне пет либийски самолета Соко Г-2 Галеб и два хеликоптера Ми-24, готвещи се за излитане. На 27 март опозицията влиза в градовете Рас Лянуф и Бин Джауад. НАТО поема контрола и над ударите по наземни цели. Късно вечерта разузнавачи стигат до родния град на Кадафи – Сирт, където са масирани лоялни на режима му части. Разузнавачите докладват, че пътят е тежко миниран. На 28 март опозицията настъпва към Сирт, но на около 100 километра от града при градчето Науфалия среща съпротива от верни на Кадафи военни. В следобеда опозицията се намира на 60 км от Сирт при градчето ал-Хурия, където силите на Кадафи заемат позиции в растителността около магистралата и по хълмовете. Опозицията страда от недостиг на гориво, което затруднява доставките до фронтовата линия.

### Хроника на събитията
Началото на април:
Не е ясно какво точно се случва в Либия. Често се съобщава за сражения в градовете Мисрата, Сирт и Рас Лануф. Изглежда, че в тези градове контролът се сменя ежедневно. Вследствие на въздушните удари на западната коалиция натискът над Муамар Кадафи се засилва неимоверно.
13 април:
Всички държави, представени в т. нар. „контактна група за Либия“, издигат искане за оставката на диктатора. Седмица по-късно Франция и Италия изпращат военни съветници на въстаниците, които вече от известно време са подпомагани от британските военни.
1 май:
Жертва на въздушен удар на съюзниците стават най-малкият син на Кадафи Сейф ал Араб и трима от внуците на диктатора. Следват остри заплахи за отмъщение.
11 май:
След двумесечна обсада пристанищният град Мисрата е превзет от въстаниците. Две седмици по-късно и Русия се присъединява към искането за оставка на Кадафи.
НАТО усилва въздушните нападения над Триполи, а правителството на Германия признава Националния преходен съвет за единствено легитимно представителство на либийския народ.
27 юни:
Международният наказателен съд в Хага издава заповеди за задържане на Кадафи, сина му Сейф ал Ислам и шефа на либийската тайна служба. Два дни по-късно става известно, че Франция е хвърлила с парашути оръжие за бунтовниците в Западна Либия.
17 август:
Преходното правителство представя план-график за времето след като Кадафи бъде свален, а властта – предадена в ръцете на демократично легитимирано правителство.
20 август:
След упорити сражения бунтовниците съобщават, че са завзели важното нефтено пристанище Брега в Източна Либия. Започва битката за Триполи. През целия ден постъпват съобщения за голям брой жертви.
22 август:
Ликуване на „Зеления площад“ в Триполи, преименуван от бунтовниците в „Площад на мъчениците“. Бунтовниците твърдят, че са заловили двама от синовете на Кадафи, трети се бил „оттеглил в дома си“. От диктатора няма и следа. Южна Африка отрича да е предлагала убежище на полковника. Въпреки цялата радост от победата на бунтовниците, от либийската столица продължават да постъпват съобщения за ожесточени боеве.
23 август:
Рано сутринта на 23 август става ясно, че синът на Кадафи Сейф ал Ислам не е бил арестуван от бунтовниците. Твърденията, че бил заловен, „не са нищо повече от пропагандна лъжа“, заявил Сейф ал Ислам на среща с журналисти в правителствения комплекс Баб ал Азизия в Триполи.